# Bègles
Bègles (okzitanisch Begla) ist eine französische Stadt mit 30.968 Einwohnern (Stand 1. Januar 2022) im Département Gironde in der Region Nouvelle-Aquitaine. Die Stadt liegt im Arrondissement Bordeaux und gehört zu den Kantonen Talence und Villenave-d’Ornon.
Bègles liegt im südöstlichen Vorortbereich von Bordeaux am westlichen Ufer der Garonne. Die Gemeinde wird durch Buslinien und die Tramlinie C der TBC erschlossen.

## Bevölkerungsentwicklung
| Jahr                                                                 | 1962   | 1968   | 1975   | 1982   | 1990   | 1999   | 2006   | 2017   | 2020   |
| -------------------------------------------------------------------- | ------ | ------ | ------ | ------ | ------ | ------ | ------ | ------ | ------ |
| Einwohner                                                            | 24.388 | 27.330 | 25.680 | 23.318 | 22.604 | 22.475 | 24.417 | 28.601 | 30.543 |
| Quelle: INSEE; 2006: Fortschreibung; alle Zahlen ohne Zweitwohnsitze |        |        |        |        |        |        |        |        |        |

## Verkehr
Der Ort hat einen Bahnhof an der Bahnstrecke Bordeaux–Sète und wird im Regionalverkehr mit TER-Zügen bedient. Im Süden der Gemarkung befindet sich ein Rangier- und Containerbahnhof.
Am 8. Juli 2019 wurde in Bègles eine flächendeckende Tempo-30-Zone eingerichtet.

## Sehenswürdigkeiten
- Kirche Saint-Pierre (Monument historique)
- Hallenbad (Monument historique), im Stil des Art déco

## Partnerstädte
Deutsche Partnerstadt von Bègles ist seit 1962 Suhl in Thüringen. Die spanische Partnerstadt ist seit 1991 Collado Villalba in der Region Madrid und in Irland ist Bray seit 1994 Partnerstadt von Bègles.

## Persönlichkeiten
Der Grünen-Politiker Noël Mamère war von 1989 bis 2017 Bürgermeister der Gemeinde.
In Bègles wurden folgende Persönlichkeiten geboren:
- Marguerite Mareuse (1889–1964), Autorennfahrerin
- Jean Errecaldé (1893–1950), Autorennfahrer
- Henri Nassiet (1895–1977), Schauspieler
- Jacques Dufilho (1914–2005), Schauspieler
- Jean-Jacques Rebière (* 1952), Radrennfahrer
- Dominique Pifarély (* 1957), Jazzviolinist